# 1478년

## 연호
- 명(明) 성화(成化) 14년
- 일본(日本) 분메이(文明) 10년
- 후 레 왕조(後黎朝) 홍득(洪德) 9년

## 기년
- 류큐(琉球) 쇼신왕(尚真王) 2년
- 명(明) 헌종 성화제(憲宗 成化帝) 14년
- 조선(朝鮮) 성종(成宗) 9년
- 후 레 왕조(後黎朝) 성종(聖宗) 19년

## 사건
- 4월 26일 - 파치가의 음모 사건이 이탈리아의 피렌체에서 발생하였다.

## 탄생
- 2월 7일 - 영국의 법률가, 저술가, 사상가, 작가 토머스 모어. (~1535년)
- 5월 26일 - 제219대의 교황 교황 클레멘스 7세. (~1534년)

### 미상
- 조선 중기의 문신 한숙창. (~1537년)